# Szalwa Amiredżibi
Szalwa Amiredżibi (gruz. შალვა ამირეჯიბი, ur. 15 stycznia 1887 r., zm. w 1943 r. w Paryżu) – gruziński polityk, emigracyjny działacz, pisarz, poeta i publicysta narodowy, współpracownik organizacji "Vineta" podczas II wojny światowej
Pochodził z książęcego rodu. Po powstaniu Demokratycznej Republiki Gruzji pod koniec maja 1918 r., został członkiem Narodowej Rady Gruzińskiej i Zgromadzenia Konstytucyjnego jako przedstawiciel Gruzińskiej Partii Narodowo-Demokratycznej. Brał udział w powstaniu gruzińskim w 1924 r. jako członek władz powstańczych. Po jego klęsce udał się na emigrację. Zamieszkał w Paryżu. Działał w gruzińskich organizacjach narodowych. Był przewodniczącym gruzińskiej sekcji Grupy "Kaukaz", opowiadając się za ideą konfederacji kaukaskiej. Pisał książki, wiersze i artykuły. W latach 30. prowadził wykłady, odczyty i seminaria dotyczące historii i literatury gruzińskiej. Po ataku wojsk niemieckich na ZSRR 22 czerwca 1941 r., podjął współpracę z Niemcami, licząc na ich pomoc w odzyskaniu niepodległości przez Gruzję. Od pocz. września tego roku służył jako tłumacz w organizacji "Vineta". Wiosną 1942 r. uczestniczył w konferencji w berlińskim hotelu "Adlon".